# Liste der Wappen in der Provinz Groningen
Die Liste der Wappen der Provinz Groningen zeigt die Wappen der Gemeinden in der niederländischen Provinz Groningen.

## Groningen

Groningen
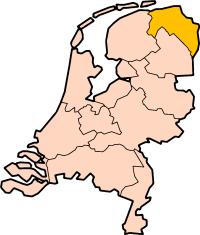
Lage der Provinz Groningen in den Niederlanden

## Wappen der Gemeinden

Eemsdelta
Groningen
Het Hogeland
Midden-Groningen
Oldambt
Pekela
Stadskanaal
Veendam
Westerkwartier
Westerwolde